# Sophrone de Vratsa
Saint Sophrone de Vratsa (saint Sophronios de Vratsa ; en bulgare: Софроний Врачански, Sofronii Vratchanski), né Stoïko Vladislavov le 11 mars 1739 à Kotel et mort le 23 septembre 1813 à Bucarest, est un homme d'Église et une des figures marquantes de la renaissance nationale bulgare.

## Biographie
Sophrone naît dans une famille modeste de Bulgarie centrale (à l'époque partie de l'Empire ottoman) ; son père est marchand de bétail. Il suit l'école tenue par les moines de la ville et apprend le grec et le slavon. Ensuite, il est apprenti tisserand, mais reste profondément pieux. En 1762, il est ordonné prêtre à l'âge de vingt-trois ans et devient enseignant à Kotel et copiste. Il rencontre Païssii de Hilendar qui lui fait prendre connaissance de son Histoire slavo-bulgare dont le jeune Vladislavov fait une copie. Entre 1770 et 1775, il demeure au monastère de Hilandar du mont Athos.
En 1792, il quitte Kotel pour servir à Karnobat et visiter Arbanasi. Le 17 septembre 1794, il est sacré évêque de Vratsa sous le nom de Sophrone. Il s'intéresse aux affaires du monde : il prend l'initiative d'envoyer une délégation au Patriarcat de Moscou et se lie avec des princes phanariotes et des boyards valaques qui financent des écoles chrétiennes en Bulgarie. Pour cela, il doit démissionner de sa chaire en 1797 sous la pression des autorités ottomanes. Il part vivre à Vidine pendant trois ans et se lance dans l'écriture. En 1803, persécuté par les Ottomans, il s'installe à Bucarest, capitale de la Principauté de Valachie, où il écrit son Nedelnik : calendrier semainier, concernant les règles et les fêtes du calendrier de l'Église orthodoxe bulgare. Il écrit aussi son autobiographie, demeurée fameuse : Vie et Souffrances du pécheur Sophrone. C'est l'un des premiers auteurs à publier ses écrits en nouveau-bulgare.
Pendant la guerre russo-turque de 1806-1812, il soutient les Russes afin de libérer les Bulgares du joug ottoman, inspirant la création de l'armée de terre bulgare. Il meurt en 1813, à une date inconnue, peut-être le 2 août.
Il a été canonisé par l'Église orthodoxe bulgare en 1964.

## Œuvres
.

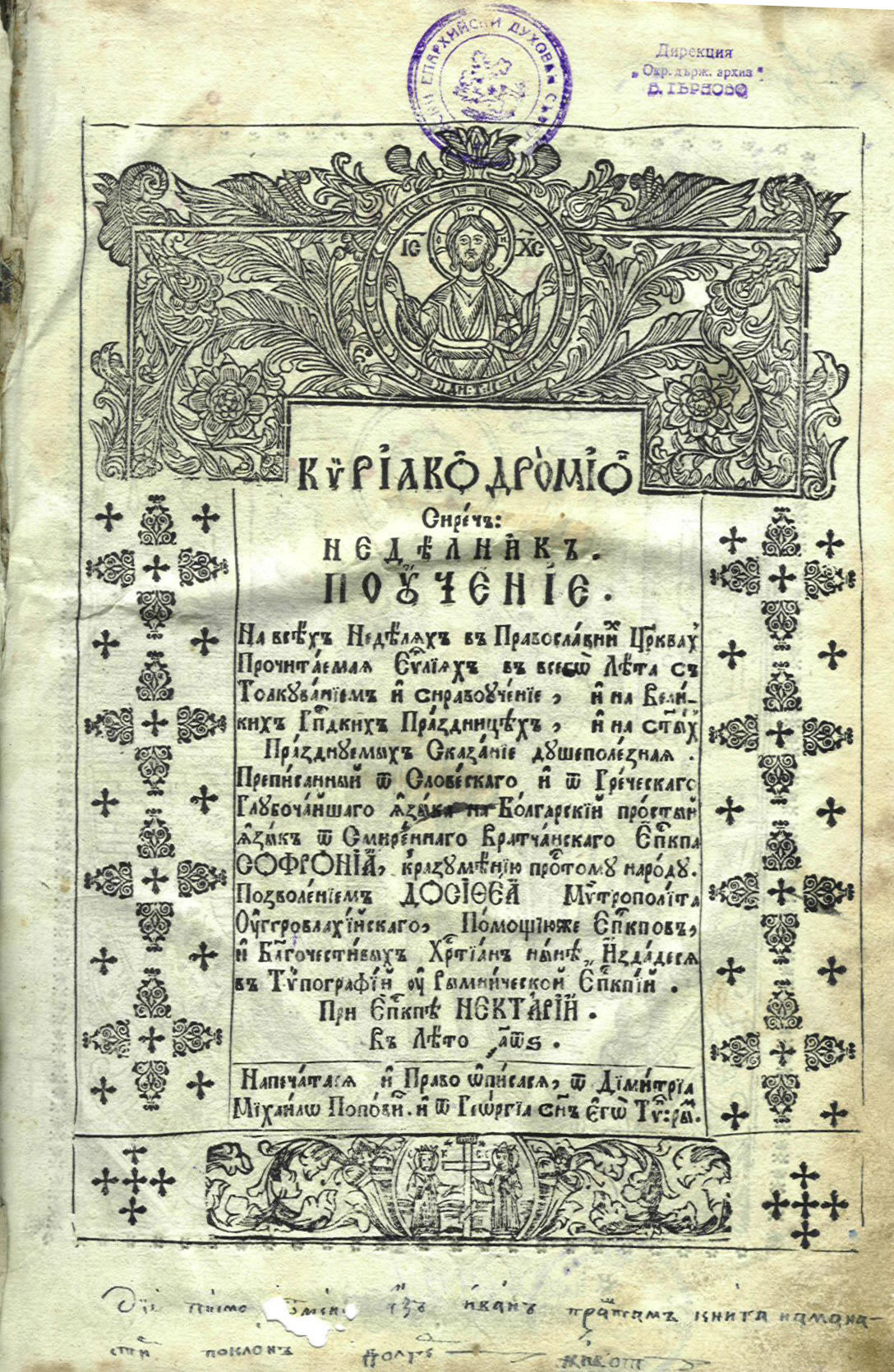
Couverture du livre Nédélnik

Le Livre des trois religions (manuscrit non publié) qui comportait:
- Pravoslavnoe ispovedanie very (« Profession de la foi orthodoxe »)
- Provest o very i obitchaï evreïskïa, traduction du I riti e costumi degli Ebrei confutati de Paolo Sebastiano Medici.
- Kniga Systima, ili Sostaïnie mokhammedanskiïa religuii, traduction adaptée du Système de la religion mahométane du prince Cantemir.
- Vie et souffrances du pécheur Sophrone: son œuvre la plus célèbre.